# Opopanax bulgaricum
Opopanax bulgaricum är en flockblommig växtart som beskrevs av Josef Velenovský. Opopanax bulgaricum ingår i släktet Opopanax och familjen flockblommiga växter. Inga underarter finns listade i Catalogue of Life.